# Kristaps Zvejnieks
Kristaps Zvejnieks (Riga, 1992. február 15. –) lett alpesi síző.

## Élete
A 2010-es téli olimpián Vancouverben, a férfi műlesiklók mezőnyében a 37., míg az óriás-műlesiklók között a 62. helyen zárt. Négy évvel később, Szocsiban a 43. helyet szerezte meg a férfi óriás-műlesiklás versenyében, ugyanakkor műlesiklásban nem ért célba. Harmadszor is sikeresen kvalifikálta magát ötkarikás játékokra. 2018-ban, a dél-koreai Phjongcshangban rendezett XXIII. téli olimpiai játékokon a 26. helyen végzett az alpesi összetettben, míg az óriás-műlesiklók mezőnyében a 35. lett.
2017-ben a kazah fővárosban, Almatiban rendezett 28. téli universiade alpesisí férfi összetett versenyszámában aranyérmet szerzett.